# Disney's Active Play: The Lion King II: Simba's Pride
Disney's Active Play: The Lion King II: Simba's Pride es un videojuego educativo para PC protagonizado por los personajes de la película El rey león II: El reino de Simba de Disney. Fue desarrollado y publicado en el año 1999 por Disney Interactive Studios en los Estados Unidos. El juego es una compilación de distintas aplicaciones de juegos y de creación artística orientados a un público infantil y con fines didácticos.

## Información general
Disney's Active Play: The Lion King II: Simba's Pride  utiliza personajes y escenarios de la película "El Rey León II" para que los niños de 3 a 7 años experimenten con un ambiente familiar en el que puedan jugar a las distintas actividades que combinan entretenimiento y educación. Entre las actividades se encuentran juegos de canto con siete temas originales seleccionables, juegos de acción, memorización y laberintos, aplicaciones para crear sonidos y música y una aplicación para dibujar y colorear animales. Los temas musicales también pueden ser reproducidos fuera del juego, como un CD de audio convencional.
El juego además incluye gran cantidad de elementos para diseñar e imprimir cartas, tarjetas de invitación, stickers, máscaras, marionetas y juegos de mesa. Los personajes principales son Kovu y Kiara, con participaciones de Simba, Pumba, Timón, y Rafiki, además de muchos otros animales de la selva.